# Cayuta
Cayuta är en kommun (town) i Schuyler County i delstaten New York. Vid 2020 års folkräkning hade Cayuta 507 invånare.